# (14967) Madrid
(14967) Madrid (1997 PF4) – planetoida z pasa głównego asteroid okrążająca Słońce w ciągu 4,1 lat w średniej odległości 2,56 j.a. Odkryta 6 sierpnia 1997 roku.